# 정재호 (1960년)
정재호(鄭在浩, 1960년 6월 27일 ~)는 대한민국의 외교관이다. 2022년부터 제14대 주중화인민공화국 특명전권대사로 재직 중에 있다.

## 생애
미국 미시간 대학교 정치학 박사 출신으로, 홍콩 과기대학에서 조교수로 일했다. 1996년부터 서울대학교 정치외교학부 교수로 재직하다가 2022년부터 주중대사에 내정되었다.

### 주중대사 (2022년~현재)
2022년, 윤석열 정부 초대 주중대사에 내정되었다.
"지난 10여년간 우리 정부가 중국을 두려워하는 공중증의 상태는 매우 악화되었다."— 2021년 11월 중앙일보와의 인터뷰 중